# Nyacongwe
Nyacongwe är ett vattendrag i Burundi.   Det ligger i provinsen Makamba, i den södra delen av landet, 90 km sydost om huvudstaden Bujumbura.
Omgivningarna runt Nyacongwe är en mosaik av jordbruksmark och naturlig växtlighet. Runt Nyacongwe är det tätbefolkat, med 356 invånare per kvadratkilometer.